# Mittlerer Thüringer Wald
Mittlerer Thüringer Wald este o arie protejată (arie de protecție specială avifaunistică — SPA) din Germania întinsă pe o suprafață de 18.372 ha, integral pe uscat.

## Localizare
Centrul sitului Mittlerer Thüringer Wald este situat la coordonatele 50°37′18″N 10°50′16″E / 50.6217°N 10.8378°E.

## Înființare
Situl Mittlerer Thüringer Wald a fost declarat arie de protecție specială avifaunistică în mai 2007 pentru a proteja 30 de specii de animale.

## Biodiversitate
Situată în ecoregiunea continentală, aria protejată nu include niciun habitat protejat.
La baza desemnării sitului se află mai multe specii protejate:
- păsări (27): minunița (Aegolius funereus), pescăruș albastru (Alcedo atthis), fâsă de luncă (Anthus pratensis), buha (Bubo bubo), caprimulg (Caprimulgus europaeus), mugurar roșu (Carpodacus erythrinus), barză neagră (Ciconia nigra), mierla de apă (Cinclus cinclus), cristeiul de câmp (Crex crex), ciocănitoarea de stejar (Dendrocopos medius), ciocănitoare neagră (Dryocopus martius), Falco peregrinus peregrinus, muscar (Ficedula parva), becațină comună (Gallinago gallinago), ciuvică (Glaucidium passerinum), sfrâncioc roșiatic (Lanius collurio), ciocârlie de pădure (Lullula arborea), gaia roșie (Milvus milvus), pietrar sur (Oenanthe oenanthe), vultur pescar (Pandion haliaetus), viespar (Pernis apivorus), ciocănitoare verzuie (Picus canus), mărăcinar (Saxicola rubetra), sitar de pădure (Scolopax rusticola),  cocoș de munte (Tetrao urogallus), fluierarul de zăvoi (Tringa ochropus), mierlă gulerată (Turdus torquatus)
- amfibieni (1): triton cu creastă (Triturus cristatus)
- mamifere (1): liliac comun (Myotis myotis)
- pești (1): cicar (Lampetra planeri)

Pe lângă speciile protejate, pe teritoriul sitului au mai fost identificate 12 specii de plante, 6 specii de mamifere, 5 specii de nevertebrate, 1 specie de reptile.